# Hen Hermanns
Hen Hermanns (* 4. Februar 1953 in Düsseldorf) ist ein deutscher Schriftsteller.

## Leben
Hen Hermanns war ursprünglich als Creative Director in der Werbebranche tätig. Seit den Neunzigerjahren veröffentlichte er mehrere Kriminalromane und übersetzte aus dem Englischen. Inzwischen liegt der Schwerpunkt seiner Tätigkeit auf dem Schreiben von Drehbüchern für Fernsehkrimis. 

## Werke
- Max perplex, Zürich 1992
- Ciao Tao, München 1993
- Maximum trouble, Zürich 1993
- Das große Gripschen, Köln 2001

## Übersetzungen
- Kinky Friedman: Nie wieder Tequila, Zürich 1994
- Kinky Friedman: Wenn die Katze weg ist, Zürich 1993
- Susan Geason: Fish im Trüben, Zürich 1994
- Peter Tasker: Lautloser Donner, Zürich 1993

## Hörspiel
- Tigerjagd – Mord im Kölner Kunstmilieu, Kriminalhörspiel, WDR 1995[1]

## Filmografie (Auswahl)
- 1994–1995: Ein Fall für zwei (Fernsehserie, 2 Folgen)
- 1997: Anwalt Martin Berg – Im Auftrag der Gerechtigkeit (Fernsehserie, 1 Folge)
- 1997: Ein starkes Team: Roter Schnee
- 1999: Das Amt (Fernsehserie, 2 Folgen)
- 2002–2009: SOKO Leipzig (Fernsehserie, 13 Folgen)
- 2007–2009: Da kommt Kalle (Fernsehserie, 7 Folgen)
- 2009–2010: SOKO München (Fernsehserie, 6 Folgen)
- 2010: SOKO Köln (Fernsehserie, 1 Folge)
- 2017–2018: Specialisté (Fernsehserie, 5, Folgen)